# آدریانا ۸۲۰
سیارک ۸۲۰ (به انگلیسی: 820 Adriana، نامگذاری:1916ZB) هشتصد و بیستمین سیارک کشف شده‌است که در ۳۰ مارس ۱۹۱۶ و در هایدلبرگ کشف شد.
قدر مطلق سیارک برابر ۱۱٫۰۰ است.